# Erhard Holweger
Erhard Holweger (auch: Erhardt Holweger; geboren am 14. September 1911 in Herrnstadt; gestorben am 3. Februar 1976) war ein Politiker der Sozialistischen Einheitspartei Deutschlands (SED). Er war Oberbürgermeister in Wismar und in Stralsund.

## Leben
Erhard Holweger wurde 1911 in Schlesien geboren, sein Vater war Bergarbeiter. Erhard Holweger besuchte von 1918 bis 1925 in Recklinghausen die Volksschule und 1925/1926 eine Fortbildungsschule. Von März 1926 bis März 1930 besuchte er die Gewerbe- und Handelsschule und absolvierte eine Lehre. Er arbeitete bis August 1930 in Recklinghausen als Werkzeug- und Maschinenschlosser, von September 1930 bis Juli 1936 war er arbeitslos. Im Juli 1936 fand er Arbeit als Bauschlosser im Rostocker Heinkel-Werk; im September des Jahres wechselte er von dort nach Wismar zu den Norddeutschen Dornier-Werken, wo er noch bis September 1942 als Bauschlosser und von September 1942 bis April 1945 als Kalkulator arbeitete. Von Mai bis Juni 1945 war Holweger arbeitslos.
Nach dem Zweiten Weltkrieg war er in Bad Kleinen zuerst als Angestellter der Gemeinde und von August 1945 bis Dezember 1946 als Bürgermeister der Gemeinde Bad Kleinen tätig. Von Dezember 1946 bis Februar 1949 war er Bürgermeister von Neubukow, nebenbei hatte er von Juli bis Oktober 1948 einen Lehrgang an der SED-Landesparteischule Mecklenburg in Wiligrad absolviert. Holweger nahm von März 1949 bis Dezember 1950 am zweiten Zwei-Jahres-Lehrgang an der Parteihochschule „Karl Marx“ der SED in Kleinmachnow teil. Von Januar 1951 bis Juni 1952 war er Oberbürgermeister von Wismar. Ebenfalls im Januar 1951 begann er ein Fernstudium an der Deutschen Verwaltungsakademie „Walter Ulbricht“, das er 1954 als Diplom-Staatswissenschaftler abschloss. Von Juni bis Juli 1952 war er Landrat des Kreises Hagenow.
Er arbeitete zunächst bis zur Konstituierung des Bezirkstages Rostock als Vorsitzender des vorbereitenden Komitees und ab dem 29. Juli 1952 als Vorsitzender des Rats des Bezirkes Rostock. Holweger wurde am 30. Juli 1952 bis auf Weiteres beurlaubt und von dieser Funktion am 6. August 1952 abberufen. Wilhelm Solisch hatte sich in einem Schreiben an die SED-Landesleitung Mecklenburg am 31. Juli 1952 „befremdet“ gezeigt über Holwegers Einsatz als Vorsitzender des Bezirksrates und beschrieb ihn als „überheblich“ und „dem häufigen Alkoholgenuss zugetan“. Holweger erhielt am 15. August 1952 von der Landesparteikontrollkommission eine Rüge, da er das Ansehen der Partei geschädigt habe. Er wurde mit einem Jahr Funktionsentzug belegt. Laut Detlev Kotsch war Holweger 1952 auch im Land Brandenburg als ein Nachfolger von Horst Brasch beim Aufbau der Bezirksbehörden tätig. Er war von September 1952 bis April 1953 Sonderbeauftragter des Rates des Bezirkes Rostock für Sondermaßnahmen im Kreis Bergen und in Glowe. Von April 1953 bis September 1954 war er Vorsitzender des Rates des Kreises Bergen.
Ab September 1954 war Holweger als Nachfolger von Hermann Salinger als Oberbürgermeister Stralsunds tätig. Im Oktober 1957 wurde er abberufen und erhielt eine Rüge wegen „nicht parteimäßigen Verhaltens“; sein Nachfolger in Stralsund wurde Bruno Motczinski.
Holweger war von Dezember 1957 bis Oktober 1958 als Direktor für Arbeit im VEB Bau Stralsund tätig, von November 1958 bis März 1971 als Leiter der Abteilung für Innere Angelegenheiten und ab April 1971 als Leiter des Abgeordnetenkabinetts beim Rat des Kreises Stralsund-Land.
Er starb am 3. Februar 1976.

## Politisches Engagement
Holweger, dessen Eltern keiner Partei angehörten, trat 1928 in die Sozialistische Arbeiter-Jugend (SAJ) ein, er blieb bis 1933 dort Mitglied; am 22. Juni 1933 waren die Sozialdemokratische Partei Deutschlands (SPD) und alle Nebenorganisationen, somit auch die SAJ, verboten worden.
Im Jahr 1945 war er in die bis dato verbotene SPD eingetreten, ab 1946 war er Mitglied der Sozialistischen Einheitspartei Deutschlands (SED). Anm. 1 Von seiner Partei erhielt er zwei Parteistrafen (1952 und 1957), die im April 1963 gelöscht wurden.